# Prosoplus sinuatus
Prosoplus sinuatus là một loài bọ cánh cứng trong họ Cerambycidae.